# Ш-10
Ш-10 — двухместный планёр конструкции Б.Н. Шереметева. Предназначен  для подготовки планеристов, контрольных и экзаменационных полётов с выполнением фигур высшего пилотажа. Планёр выпускался на Планерном заводе вместо устаревшего к тому времени планёра Ш-5. В 1937 году было выпущено 40 Ш-10.

## Конструкция
Конструктивно Ш-10 представлял собой фюзеляжный моноплан-парасоль с двумя парами подкосов.
- Крыло — обратной стреловидности, однолонжеронное с коротким косым лонжероном коробчатого типа и вспомогательным лонжероном для подвески элеронов. Лобовая часть крыла с косым лонжероном работала на кручение.
- Фюзеляж — шестигранного сечения с пилоном для крыла. Киль и стабилизатор представляли с фюзеляжем единую конструкцию.
- Две кабины пилотов — располагались впереди крыла, оборудовались большими козырьками. Борта имели мягкую окантовку, а спинки сидений изготовлялись из брезента.
- Шасси — Колея 940 мм. Изготовлены из стальных труб с баллонами низкого давления 125х300 мм.  Для полётов зимой имелась возможность вместо колёсного шасси установить лыжный полоз.
- Приборное оборудование — в передней кабине имелся указатель скорости, указатель поворотов, вариометр и высотомер. Задняя кабина располагала тем же набором приборов за исключением вариометра.